# Ferenc Szálasi
Ferenc Szálasi (6 de gener de 1897 – 12 de març de 1946) va ser un oficial militar hongarès, polític i líder del Partit de la Creu Fletxada que va dirigir el govern d'Hongria durant l'ocupació del país a la Segona Guerra Mundial.

## Biografia

### Inicis i carrera militar
Szálasi va néixer a Kassa (actual Košice), en el comtat d'Abaúj-Torna, el llavors Regne d'Hongria. Fill de militar d'origen armeni i mare d'arrels eslovaques i rusines. Szálasi va seguir els passos del seu pare i es va unir a l'exèrcit de ben jove. Va acabar els estudis elementals al seu lloc de naixement, després va assistir a l'acadèmia militar de Kőszeg, Marosvásárhely (actual Târgu Mureș) i Kismarton (actual Eisenstadt). Finalment, va acabar la seva formació militar a l'Acadèmia Militar Teresiana de Wiener Neustadt, on va ser ascendit a tinent el 1915.
Convertit en oficial, va servir durant 36 mesos a l'Exèrcit austrohongarès durant la Primera Guerra Mundial. Al final de la guerra, va ser ascendit a Primer tinent i va participar en el 2n regiment dels Regiments de Caçadors Tirolesos, coneguts com a Kaiserjäger. Pel seu servei, va ser honrat amb la Tercera Classe de l'Ordre de la Corona de Ferro. Tornant a Hongria, Szálasi va fer servei de missatgeria per al recentment format Ministeri d'Afers Exteriors després de la Revolució dels Crisantems el novembre de 1918.
Després de la dissolució i ruptura d'Àustria-Hongria, Szálasi va acabar l'escola de formació de suboficials a Hajmáskér; després d'això, va servir en el 13è Regiment d'Infanteria a Miskolc. El 1923 es va matricular en el curs de formació d'oficials de l'Estat Major de l'Acadèmia Militar de Ludovica. Pels seus èxits destacats, va ser ascendit amb prioritat a capità el 1924. El 1925, Szálasi va ingressar a l'Estat Major del Regne restaurat. Va complir la seva tasca obligatòria de grau de camp el 1929 en l'11è Regiment d'Infanteria a Debrecen com a comandant de companyia. El 1933, Szálasi havia assolit el rang de Major i esdevingué Cap de l'Estat Major de la 1a Brigada Mixta de Honvéd a Budapest.

### Carrera política
Al voltant d'aquesta època, quan Gyula Gömbös va arribar al poder, Szálasi es va fascinar amb els nous corrents ultranacionalistes, de defensa de la Gran Hongria i la recuperació dels territoris perduts en el Tractat de Trianon. El 1933 va publicar un fullet de 46 pàgines amb el títol "Pla per a la construcció de l'Estat hongarès" (A magyar állam felépítésének terve) i va enviar la seva obra a diversos polítics, el que va provocar que com a militar el condemnessin a vint dies de detenció i va ser expulsat de l'Estat Major per un tribunal militar. Després del seu alliberament, Szálasi va rebre l'ordre del 14è Regiment d'Infanteria a Eger, on va servir com a Oficial d'Estat Major i després Primer Ajudant. Szálasi es va desil·lusionar gradualment amb l'Exèrcit i va demanar la dimissió a l'octubre de 1934.
L'1 de març de 1935, Szálasi va abandonar definitivament l'exèrcit per dedicar tota la seva atenció a la política, participant en la creació del Partit de la Voluntat Nacional, un nou partit ultranacionalista hongarès. Quan aquest va ser prohibit, Szálasi va ser arrestat i empresonat, el que li va fer guanyar prestigi entre els militants nacionalistes. Mentre estava a la presó, Szálasi va aconseguir seguir sent una figura política preeminent, i va ser proclamat líder del Partit de la Creu Fletxada, els quals aconseguirien representació parlamentària a les eleccions de 1939.
Alliberat a causa d'una amnistia general resultant del Segon arbitratge de Viena el 1940, Szálasi va recuperar l'activitat política, però amb l'esclat de la Segona Guerra Mundial, el règim de Horthy va tornar a prohibir el partit, obligant a Szálasi i als seus a treballar en la clandestinitat. Després de l'ocupació nazi d'Hongria el març de 1944 (l'Operació Panzerfaust), el proalemany Döme Sztójay va ser instal·lat com a Primer Ministre d'Hongria, sent substituït després pel propi Szálasi un cop Horthy va haver d'abdicar per pressions dels alemanys.
Així, el 16 d'octubre de 1944 es va formar l'anomenat Govern d'Unitat Nacional de Szálasi. El parlament hongarès va aprovar la formació d'un Consell de Regència (Kormányzótanács) de tres persones, i el 4 de novembre va jurar com a líder de la nació (nemzetvezető). Va formar un govern de setze ministres, la meitat dels quals eren membres del Partit de la Creu Fletxada. Tot i que la regència de Horthy havia arribat a la seva fi, la monarquia hongaresa no va ser abolida oficialment. Malgrat tot, fruit dels avenços soviètics, l'autoritat del govern es limitava a una franja de territori cada vegada més estreta al voltant de Budapest. En aquest context, el govern col·laboracionista va ser curt (163 dies) i brutal, aplicant la llei marcial, deportant i assassinant a desenes de milers de persones.
Abans del Setge de Budapest, Szálasi va fugir a Szombathely, Viena i posteriorment Munic, fugint contínuament dels avenços soviètics. El propi gabinet, que també s'havia exiliat, es va dissoldre el 7 de maig de 1945, un dia abans de la rendició d'Alemanya. Szálasi va ser capturat per les tropes nord-americanes a Mattsee el 6 de maig, sent retornat a Hongria el 3 d'octubre. Va ser jutjat pel Tribunal Popular de Budapest en sessions obertes iniciades el febrer de 1946 i condemnat a mort per crims de guerra i alta traïció. Szálasi va ser penjat el 12 de març de 1946 a Budapest, juntament amb dos dels seus antics ministres, Gábor Vajna i Károly Beregfy, i l'ideòleg del partit József Gera.